# Talsperre Magos
Die Talsperre Magos (portugiesisch Barragem de Magos) liegt in der Region Alentejo Portugals im Distrikt Santarém. Sie staut den Magos, einen linken (südlichen) Nebenfluss des Tejo zu einem Stausee auf. Die Kleinstadt Salvaterra de Magos befindet sich ungefähr einen Kilometer westlich der Talsperre.
Mit dem Projekt zur Errichtung der Talsperre wurde im Jahre 1933 begonnen. Der Bau wurde 1938 fertiggestellt. Die Talsperre dient der Bewässerung. Sie ist im Besitz der Associação de Regantes e Beneficiários do Vale do Sorraia.

## Absperrbauwerk
Das Absperrbauwerk ist ein Staudamm mit einer Höhe von 17 m über der Gründungssohle (15 m über dem Flussbett). Die Dammkrone liegt auf einer Höhe von 23 m über dem Meeresspiegel. Die Länge der Dammkrone beträgt 400 m und ihre Breite 5 m. Das Volumen des Staudamms umfasst 73.000 m³.
Der Staudamm verfügt sowohl über einen Grundablass als auch über eine Hochwasserentlastung. Über den Grundablass kann maximal 1 m³/s abgeleitet werden, über die Hochwasserentlastung können maximal 110 m³/s abgeführt werden. Das Bemessungshochwasser liegt bei 110 m³/s;

## Stausee
Beim normalen Stauziel von 19,02 m (maximal 21,5 m bei Hochwasser) erstreckt sich der Stausee über eine Fläche von rund 0,9 km² und fasst 3,384 Mio. m³ Wasser – davon können 3 Mio. m³ genutzt werden. Das minimale Stauziel liegt bei 8,2 m.